# Акватическая теория
Аквати́ческая гипотеза (гипотеза водных обезьян, прибрежная гипотеза эволюции человека, англ. aquatic ape hypothesis — AAH, aquatic ape theory — AAT, waterside hypothesis) — гипотеза происхождения человека, согласно которой предки современных людей пошли по пути эволюции, отличному от других человекообразных обезьян, поскольку они адаптировались к более водному образу жизни.
Первоначально гипотеза была предложена в 1960 году английским морским биологом Алистером Харди, который предполагал, что конкуренция за наземную среду обитания вынудила одну из ветвей обезьян перейти на питание моллюсками и ракообразными, добывая их на морском берегу и на морском дне. Эти изменения привели к адаптациям, которые объясняют ряд особенностей современных людей, таких как функциональная безволосость и прямохождение. Эта гипотеза была развита Элейн Морган в книге 1972 года «Происхождение женщины». Морган противопоставила гипотезу теориям сексуальности Десмонда Морриса, которые она назвала «мужской наукой». Морган изложила гипотезу подробнее в книге 1990 года «Шрамы эволюции», получившей несколько положительных отзывов, но подвергшейся в 1997 году критике со стороны антрополога Джона Лэнгдона, который писал, что это «зонтичная гипотеза» с неустраненными противоречиями и ложным заявлением о подтверждении с помощью принципа бритвы Оккама.
Гипотеза является спорной и многими учёными рассматривается как псевдонаучная. Считается, что эта гипотеза более популярна среди непрофессионалов, чем среди учёных. В антропологической литературе она обычно игнорируется.

## Суть гипотезы
Суть гипотезы коротко — современный человек ведёт свое происхождение от гипотетического предка-обезьяны, обитающей на берегу водоёма. Гипотеза призвана обосновать отличие человека от прочих приматов (отсутствие волосяного покрова, выступающие груди у самок, выступающий нос) водным образом жизни одного из предков.

## Гипотетические предки человека в акватической теории
Гипотетический предок человека — обезьяна, которая вела преимущественно водный образ жизни — получил название «гидропитек» (лат. Hydropithecus). Предполагается, что гидропитек появился около 12 млн лет назад в результате эволюции рамапитека и обитал на побережье Восточной Африки. Автором гипотезы иногда считается биолог Элен Морган.
Советский историк Б. Ф. Поршнев обращал внимание, что археоантропы были «в высокой степени водолюбивы». По другим сведениям, гидропитеки относились к гигантским лемурам, и их останки найдены в пещерах Мадагаскара.

## Авторы гипотезы
Впервые была предложена Максом Вестенхофером в 1926 году (подробно изложена в 1942) и независимо от него — морским биологом Алистером Харди в 1960 году.

## Утверждения сторонников гипотезы
- Даже те волосы, которые в ходе эволюции остались на теле современных людей, имеют такое направление роста, которое создаёт минимальное сопротивление при плавании в воде. Потеря волосяного покрова в саванне не имеет никакого смысла, тогда как у большинства водных млекопитающих волосы или утрачены полностью, или осталась только короткая шерсть, поскольку шерсть в воде увеличивает сопротивление при быстром плавании.
- Толстый слой подкожного жира характерен только для морских млекопитающих, что позволяет им выживать в холодных морских водах (даже за полярным кругом). Современный человек, находясь в воде, температура которой ниже температуры тела, тоже подвергается переохлаждению. Поэтому подкожный жир позволяет человеку находиться в воде значительно дольше, чем при его отсутствии[2].
- Бипедализм не имеет преимуществ в саванне, поскольку движение на четырёх лапах там более целесообразно (бо́льшая скорость, более целесообразная энергетика организма). В воде бипедализм с прямохождением возникает вполне естественно, чисто рефлекторно — в связи с необходимостью дыхания. То есть на двух ногах можно значительно дальше отойти от берега, а также быстрее плавать. Также известно, что из птиц только пингвины адаптировались полностью для жизни в воде, и они тоже стоя́т вертикально как на поверхности, так и на мелкой воде. Только люди и пингвины прямоходящие[10].
- Кожа современных людей характеризуется высокой плотностью потовых желёз, которая значительно выше, чем у других приматов. Эти железы вырабатывают два типа пота: апокриновый и эккриновый. Апокриновые железы активируются при эмоциональном возбуждении, а эккриновые железы — при повышении температуры. При нахождении на поверхности обильное потоотделение способствует охлаждению тела человека при высоких внешних температурах. Это эволюционное приспособление слишком расточительно в засушливой саванне, но приемлемо и объяснимо при обитании примата на берегу водоёма.
- Современные люди могут произвольно контролировать процессы дыхания (при существовании так называемого «дыхательного рефлекса») подобно морским млекопитающим и птицам. Все животные, обитающие на поверхности земли, могут одновременно пить воду и дышать. И только человек этого делать не может, поскольку вода попадает в лёгкие, и человек начинает захлёбываться.
- Дыхательное горло не отдалено от пищевода (низкая гортань). Схожая конструкция имеется лишь у водных млекопитающих (например, тюлени). Она позволяет контролировать дыхание, задерживать его и нырять[11].
- Развитие способности издавать членораздельные звуки связано с развитием способности задерживать воздух в легких, человек это умеет, поскольку это требовалось для ныряния, в то время как другие приматы на это не способны и поэтому не могут развивать речь[11].
- Люди не имеют шерсти, что характерно для больших или неарктических водных млекопитающих (киты, дельфины, сирены, моржи)[12].
- Люди освоили каменные орудия труда, каменными орудиями пользуются также морские выдры для добывания пищи: они используют камни (до 3,5 кг) для вскрытия твёрдых моллюсков.[11]
- Наличие vernix caseosa, или первородной смазки новорождённых детей, также характерной для морских млекопитающих, но не обезьян[11].
- Неэкономное расходование воды организмом в виде обильного потоотделения, что крайне нетипично для животных саванны[13].

## Другие особенности человека, связываемые с теорией
- Если в воде открывать глаза (без защитных очков), то при выныривании слёзы помогают очистить глазные яблоки от соли.
- Современные люди могут нырять за счёт произвольного контроля процесса дыхания. Более того, люди имеют так называемый «нырятельный рефлекс» дыхательных путей при резком погружении лица в холодную воду. На практике этот рефлекс можно заметить при резком выходе на холод (перехватывает дыхание от мороза) или при сильном ветре в лицо (также перехват дыхания). Рефлекс срабатывает при резком соприкосновении кожи лица и холода. Также нырятельный рефлекс при погружении в холодную воду вызывает у человека феномен замедленной деятельности сердца, иначе говоря, брадикардии. Приспособительное значение нырятельного рефлекса в полной мере проявляется у ныряющих морских млекопитающих. У тюленей, например, частота сердечных сокращении при плавании под водой составляет всего лишь 20 % от исходной. Благодаря этому животное, обладая примерно таким же запасом кислорода в организме, что и человек, может пробыть под водой 10-15 минут.
- Наличие ярко выраженных бровей на безволосом лице (бороду можно не учитывать, поскольку у женщин она отсутствует), которые защищают глаза от стекающей со лба воды при выныривании.
- Наличие волосяного покрова на голове, при отсутствии оного на теле, позволяет защитить её от перегрева, поскольку голова при водном образе жизни всегда находится над поверхностью воды.
- Волосяной покров под мышками и в паховой области задерживает феромоны, выделяемые человеческим телом. При отсутствии волос феромоны смывались бы водой, что уменьшало бы сексуальную привлекательность и сказывалось на продолжении рода.
- Ноздри человека направлены вниз, в отличие от остальных приматов, ноздри которых направлены вперёд. Такое строение позволяет избегать попадания воды в нос при нырянии. Схожий нос имеет всего одна современная обезьяна — носач, которая умеет плавать, опуская голову в воду.
- В отличие от других приматов принятие водных процедур не только приятно, но и жизненно необходимо для человека, поскольку обусловлено гигиеническими требованиями. Для большинства же приматов водная преграда является чаще всего непреодолимой. Одним из немногих исключений являются обезьяны носачи, живущие в мангровых лесах и никогда не отдаляющиеся от воды. Для них также характерны направленные вниз ноздри и частичное прямохождение (при нахождении в воде). Обезьяна носач может нырнуть под водой на расстояние до 20 метров.
- Жизненная необходимость человеческого организма в потреблении йода и хлорида натрия (соли), в изобилии находящегося в морских продуктах. Отсутствие йода в потребляемых продуктах приводит к заболеваниям щитовидной железы.
- Возможность полноценного питания исключительно дарами моря (напр. японская кухня).
- Наличие небольших перепонок между пальцами, около семи процентов людей рождаются с перепонками между пальцами ног. У человека имеется перепонка между большим и указательным пальцами — у приматов ее нет.
- Характерная морщинистость, появляющаяся на кончиках пальцев от долгого пребывания в воде, может быть объяснена тем, что так легче ухватывать моллюсков.
- Маленькие дети при виде лужи всегда постараются в неё залезть. Детеныши обезьян никогда не полезут в воду по своей воле.
- Человеческая кожа с помощью сальных желез в изобилии выделает жир, являющийся естественной защитой от воды.
- Человек, в отличие от других приматов (за исключением носачей), может сознательно набирать воздух и задерживать дыхание. Подобным умением обладают другие водные животные (напр. бобры, дельфины, бегемоты)
- У человека из всех приматов самый длинный пенис. При совокуплении в воде такая длина обеспечивает надёжное попадание сперматозоидов во влагалище.
- Только водные млекопитающие спариваются лицом к лицу. Гениталии у человека и водоплавающих млекопитающих расположены в передней части тела. Сухопутные спариваются в позиции, когда самец находится позади самки, в основном из-за того, что в условиях жизни на земной поверхности эта позиция наиболее устойчива и безопасна. Влагалище у самок большинства приматов и других обитателей суши расположено под хвостом.
- Широкие человеческие ладони, в отличие от длинных и узких ладоней обезьян, позволяют отлично плавать, загребая воду руками.
- Человеческая ступня функционально больше похожа на ласт, чем на конечность для ползания по деревьям. Также человеческая ступня, благодаря своему плоскому и широкому виду больше приспособлена для передвижения по рыхлому илу и песку.
- Длинные волосы на человеческой голове позволяют детенышам цепляться за них в воде. У остальных приматов на голове шерсть короткая.
- Человеку в день необходимо употреблять около двух литров жидкости. Обезьяны получают жидкость из фруктов и листьев. Саванная теория не может объяснить, где человек в засушливой саванне взял бы столько воды ежедневно. Акватическая теория это объясняет.
- Большой объём жировой ткани на молочных железах характерен только для человека. Это может быть объяснено тем, что молоко должно было сохранять тепло в холодной воде. У самок обезьян молочные железы маленькие и без жировой ткани.
- Человек предпочитает жить или отдыхать на берегах водоёмов, подсознательно выбирая для себя наиболее комфортную для него среду. Если человеку предложить построить дом или провести отпуск в саванне, джунглях, глухом лесу или, с другой стороны, на берегу моря, реки или озера, то подавляющее большинство выберет именно берег водоёма. Большинство курортов расположены на морском побережье, цены на недвижимость у самого берега также выше, чем в отдалении. Представления о хорошем отпуске у 99 процентов людей также связаны с пляжем и морем, а не травой и саванной. Если бы человек происходил из саванны, то логично было бы предположить, что это самая комфортная для него среда, но этого не наблюдается.
- Питание рыбой и моллюсками положительно сказывается на развитии мозга, поскольку мозгу необходим фосфор, которого много в морепродуктах. Рыбий жир и Омега-3 кислоты также являются исключительно полезными для сердечно-сосудистой системы.
- Наличие плавательного рефлекса у новорожденного, который является атавистическим у современного человека.
- У всех африканских обезьян есть так называемый «маркер бабуина», появление которого связано с выработкой иммунитета к древнему специфическому африканскому вирусу, однако его нет у людей. Это означает, что предки человека были отделены от континентальных африканских обезьян, пока действовал вирус, что может быть только в результате значительной водной преграды, разделяющей предков людей и других обезьян.

## Критика акватической теории
- «Первопредки» гидропитеков рамапитеки. Согласно позднейшим открытиям палеоантропологов, рамапитеки оказались самками сивапитека.
- Аргумент о «трении» волосяного покрова в воде представляется очень сомнительным утверждением — явно недостаточным для её обоснования.
- Именно потеря волос привела к развитию уникального количества потовых желез и, соответственно, чрезвычайно хорошей терморегуляции: люди — одни из очень немногих[источник не указан 2173 дня] млекопитающих, для которых нормой является активное движение в жаркий полдень. Однако определение, что первично, а что вторично требует дальнейшего рассмотрения, так как это не типично для животных саванны[13].
- Для многочисленных видов морских млекопитающих бипедализм вовсе не характерен.
- Что касается бипедализма пингвинов — то следует заметить, что для птиц с их крыльями бипедализм является одним из самых характерных признаков независимо от водного или не водного образа жизни. Однако, среди птиц только пингвины прямоходящие, в то время как все остальные птицы держат тело горизонтально.
- Терморегуляционная «саванновая» функция пота очевидна своей полезностью, в то время как обессоливающая «морская» выглядит крайне надуманной и неважной.
- Касательно слезоотделения после выныривания из воды: слезоотделение начинается и вследствие попадания пыли, ресниц, соломинок и других предметов, поэтому нет никаких оснований утверждать, что это реакция именно на морскую соль.
- Если человек окажется в четвероногой позе, то вагина окажется сзади, то есть «под хвостом».